# Renault 14
Der Renault 14 – kurz R14 – war ein Auto der Kompaktklasse, das zwischen Mai 1976 und Dezember 1982 vom französischen Automobilhersteller Renault angeboten und im nordfranzösischen Renault-Werk Douai sowie im belgischen Werk der Renault Industrie Belgique in Haren gebaut wurde. Der R14 war das erste Modell von Renault in der so genannten Golf-Klasse, obwohl das Fahrzeug den damaligen VW Golf I um 30 cm in der Länge überragte.

## Modellgeschichte

### Entwicklung und Design
Für den Renault 14 gab es keinen unmittelbaren Vorläufer im Renault-Programm. Er war länger als die Schräghecklimousine Renault 6, ein Kleinwagen auf dem Fahrgestell des Renault 4, aber bei größerem Innen- und Kofferraum 30 cm kürzer als die Stufenhecklimousine Renault 12. Formal hob sich der mit betont rundlichen Kurven gezeichnete R14 deutlich vom Design seiner Mitbewerber und auch vom bis dahin gepflegten Renault-Design ab; lediglich mit dem erfolgreichen Kleinwagen Renault 5 bestand eine gewisse Verwandtschaft.
Bei seinem Erscheinen polarisierte die Formgestaltung, rückblickend hingegen kann die keilförmige Silhouette mit ansteigender Seitenlinie und den deutlichen Rundungen nach aerodynamischen Gesichtspunkten für einen Pkw des Jahres 1976 als weit vorausgreifend gelten. Anteil daran hat auch die Verwendung einer Kunststoff-Frontschürze, wie sie sich an Pkw anderer Hersteller erst später verbreitete. Aufgrund der Platzierung des Reserverads über dem Motor im Motorraum konnte die Frontscheibe nicht so tief heruntergezogen werden wie die seitliche Fensterlinie – ein ähnlicher Kompromiss aus demselben Grund fand sich wenig später auch am Citroën Visa. Mit einer geschickten Anordnung des Seitenspiegels wurde dieser Bruch in der Linienführung beim R14 kaschiert. Die Heckklappe reichte weit nach unten und war von außen aufgesetzt, sodass sie beim Öffnen den gesamten Karosseriequerschnitt freigab. Der Kofferraum fasste mit 375 Litern mehr als bei damaligen Konkurrenten wie VW Golf, Fiat Ritmo oder Citroën Visa. Das Volumen ließ sich durch Umklappen der Rückenlehne im Fond auf 765 Liter erweitern. Hinzu kam ein vergleichsweise gutes Platzangebot im Fahrgastraum.
Anders als der VW Golf (dreitürig oder fünftürig) oder andere Konkurrenten wurde der R14 ausschließlich fünftürig angeboten.

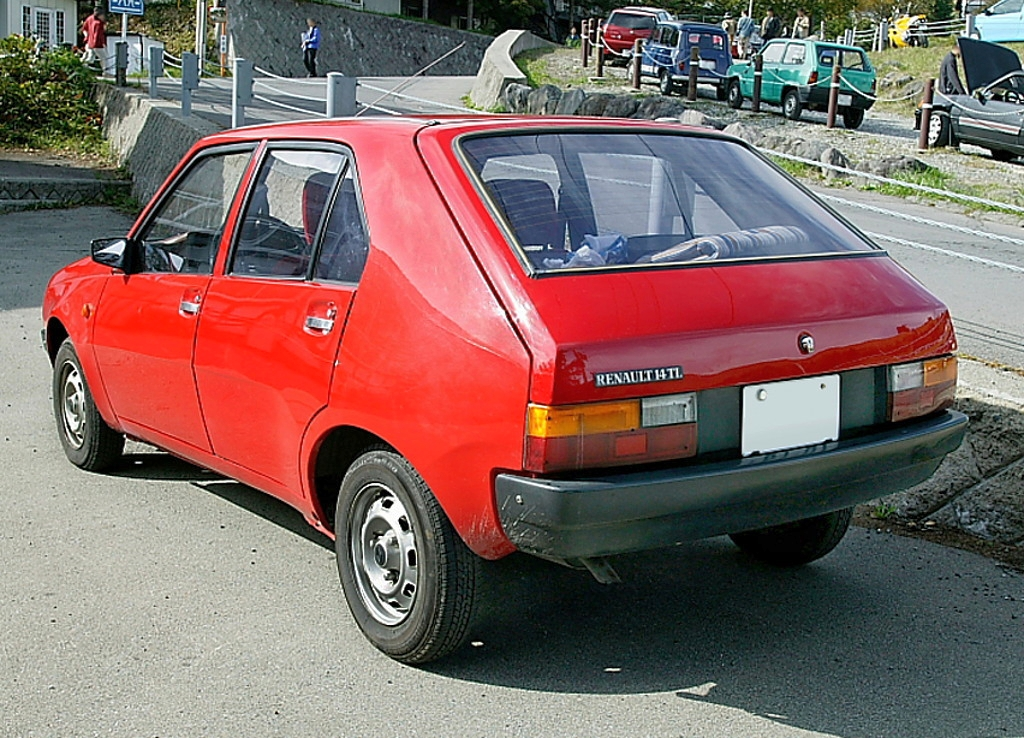
Heckansicht
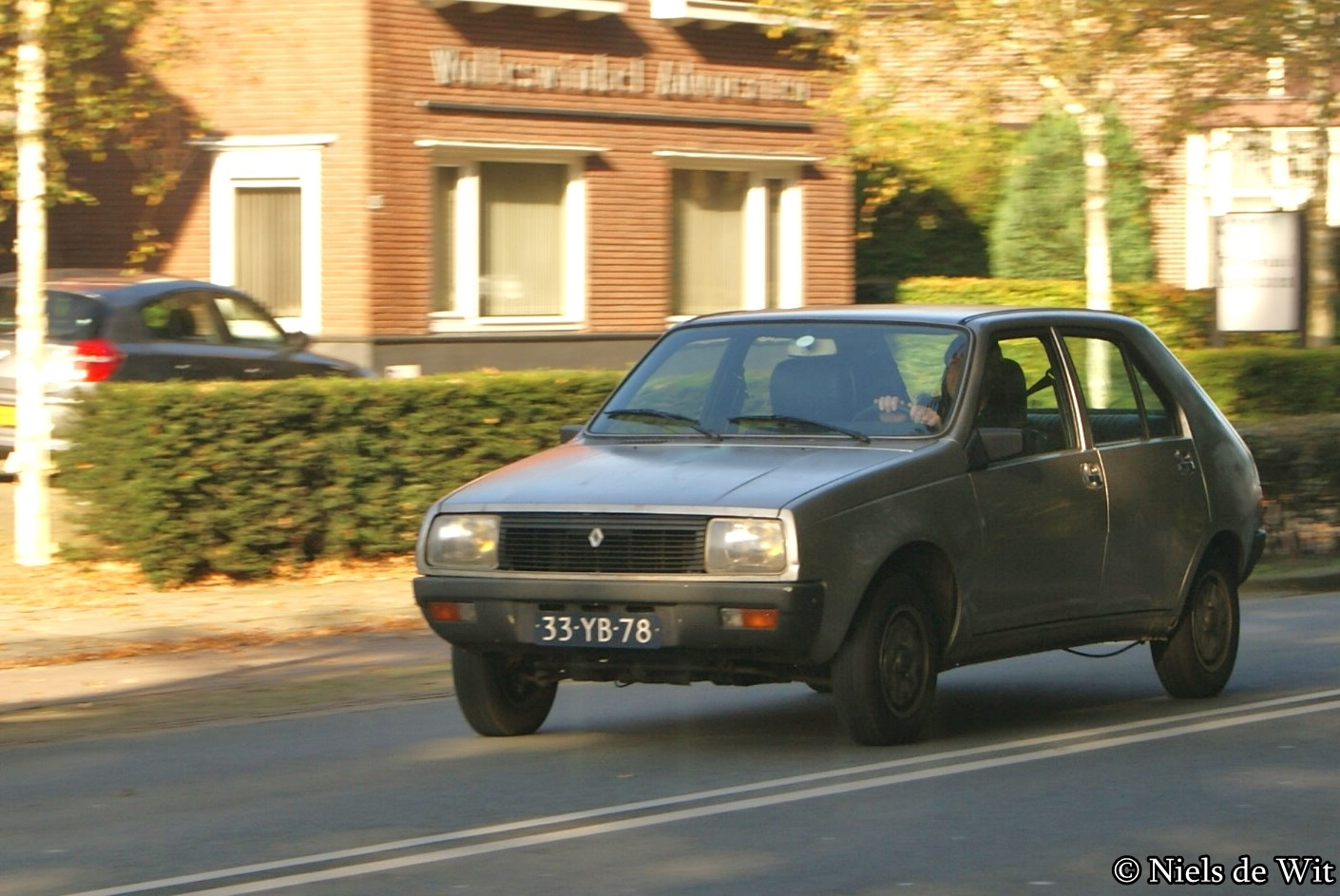
1977 Renault 14 TL
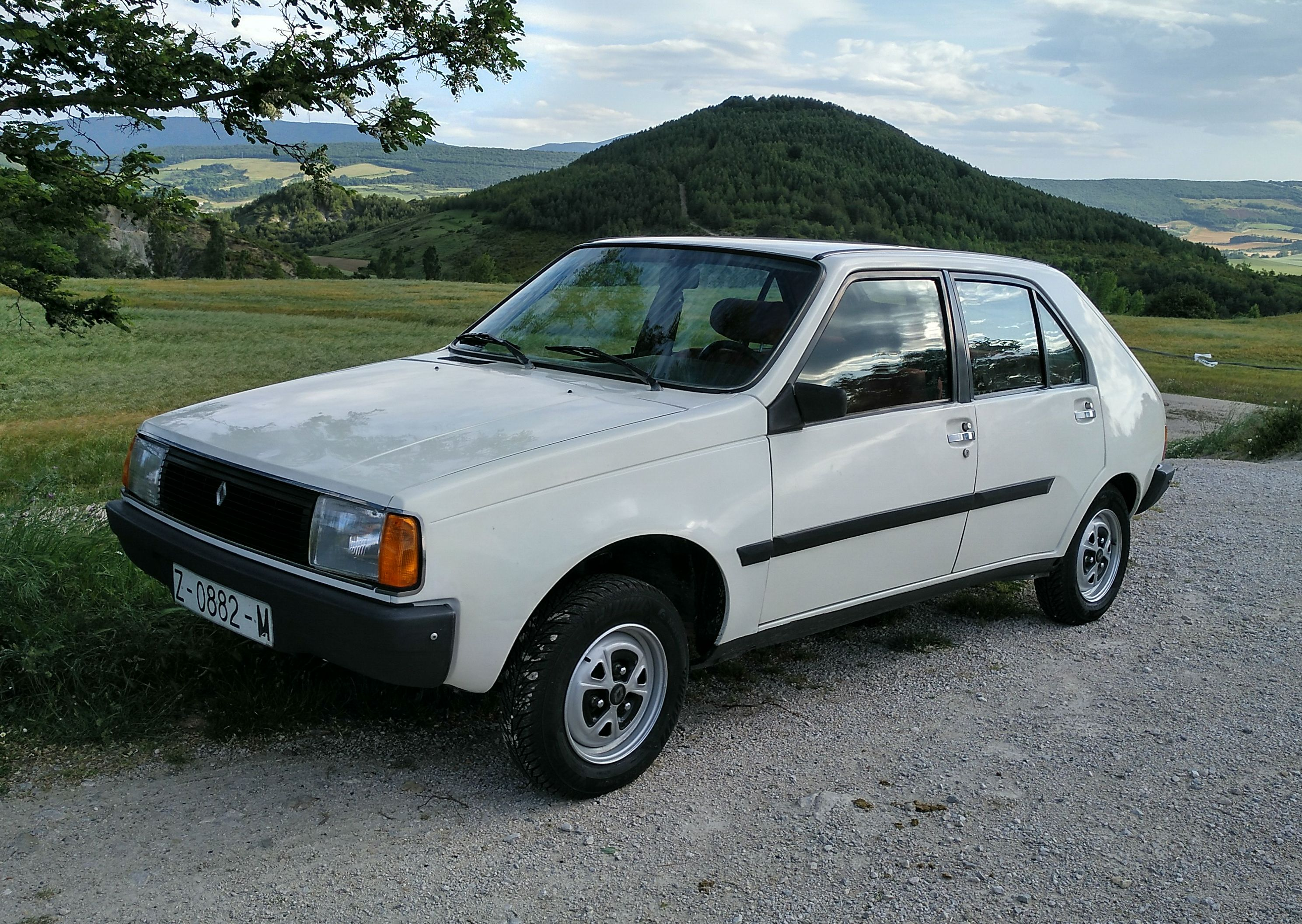
Renault 14 GTL 1980
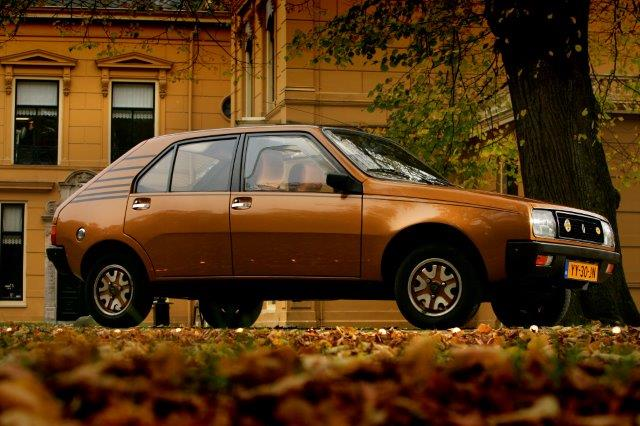
Renault 14 Safrane

### Modellpflege
Für 1980 war ein Facelift vorgesehen, bei dem die Blinker von der vorderen Stoßstange an die Seiten des Kühlergrills verlegt wurden. Der Hubraum der GTL- und TS-Modelle wurde auf 1360 cm³ vergrößert, während die Leistung unverändert blieb. Die GTL-Version war nun optional mit einem 5-Gang-Getriebe erhältlich, das beim TS serienmäßig wurde.
Zusätzlich wurde eine neue Variante eingeführt: der LS. Dieses Modell verfügte über die Technik des TS, jedoch über die Ausstattung der TL. Es war für Käufer gedacht, die eine höhere Motorleistung wünschten, aber nicht die zusätzliche Ausstattung des TS benötigten.
Ab 1980 wurde die Karosserie deutlich besser gegen Korrosion geschützt, sodass gut erhaltene Exemplare ab dem Facelift noch relativ leicht zu finden sind. Modelle der ersten Bauphase sind hingegen selten.
Für den spanischen Markt brachte FASA-Renault den 14 GTS auf den Markt, der weitgehend dem TS entsprach, jedoch unter anderem mit verchromten Metall-Überrollbügeln an den Stoßstangen ausgestattet war.

### Markterfolg
Trotz des innovativen Charakters und des guten Platzangebots entwickelte sich der Renault 14 zu keinem Erfolgsmodell.
Die ungewöhnliche Karosserie verleitete den Tester J. G. Stratmann im ersten Fahrbericht der ADAC-Motorwelt zu dem Hinweis: „in Billancourt werfen sie jetzt das Kurvenlineal in die Ecke“. Aber sogar in Frankreich, wo sich die Kundschaft im Allgemeinen sehr aufgeschlossen gegenüber mutigen Karosserieentwürfen zeigte, verfehlte der Renault 14 die Publikumsgunst, zumal Renault in Frankreich den Wagen in großen Anzeigen bewarb, die eine waagerecht liegende Birne zeigten. Die im Jahr 1977 von Publicis lancierte Kampagne scheiterte ebenfalls. Die potenzielle Kundschaft verstand die Birne nicht als Anspielung auf ein organisches Design, sondern als einen Beleg für mangelnde Solidität und Seriosität. Als Konsequenz daraus blieb in Frankreich der Begriff „Birne“ (poire) der wenig schmeichelhafte Spitzname für den R14.
Die Karosserie dagegen litt an einer mangelhaften Rostvorsorge. Auch Verarbeitungsqualität und Zuverlässigkeit waren zum Anlauf der Produktion nicht auf dem Qualitätsniveau, das die Konkurrenz bot.
Nach nur etwas mehr als sechs Jahren Bauzeit und knapp einer Million gefertigter Fahrzeuge endete die Produktion des Renault 14 im Dezember 1982. Als Nachfolger wurde im September 1981 mit dem Renault 9 ein Kompaktwagen mit Stufenheck eingeführt. Im Mai 1983 erschien unter dem Namen Renault 11 ein direkter Ersatz für den R14, der die Schrägheckversion des R9 mit drei oder fünf Türen darstellte. Seine geringe Popularität, hoher Wertverlust und auch seine Rostanfälligkeit sorgten dafür, dass der R14 selbst in Frankreich rasch aus dem Straßenbild verschwand.

## Technik

### Allgemeines
Der Renault 14 war das Ergebnis der Kooperation mit Peugeot. So stammten die meisten technischen Komponenten des R14 von Peugeot, die Karosserie und Ausstattung von Renault. Der R14 sollte das einzige Modell bleiben, das so entwickelt wurde.
Der Renault 14 wurde von einem auf 1218 cm³ vergrößerten Leichtmetallmotor des Peugeot 104 angetrieben, der quer um 72 Grad nach hinten geneigt im Vorderwagen eingebaut war. Das unter dem Motor in der Ölwanne liegende Getriebe wurde vom Motoröl geschmiert, aber zusätzlich auch durch eine separate Tauchschmierung. Die Ventilsteuerung erfolgte nach dem OHC-Prinzip mit Steuerkette, weiterhin hatte der R14 eine fünffach gelagerte Kurbelwelle und einen Elektrolüfter. Der Motor leistete 42 kW (59 PS) bei 5500/min und entwickelte ein maximales Drehmoment von 93 Nm bei 3000/min. Ab 1979 (Modelljahr 1980) war auch eine Variante mit verlängertem Hub und 1360 cm³ Hubraum erhältlich, die 51 kW (70 PS) bei 6000/min und 105 Nm bei 3000/min lieferte. Die Mehrleistung und vor allem das deutlich gewachsene Drehmoment bei unveränderter Drehzahl ging nicht nur auf die Hubraumvergrößerung, sondern auch auf die Verwendung eines Doppelvergasers zurück.
Das Fahrwerk mit MacPherson-Federbeinen vorn und Längslenkern hinten mit Drehstabfederung und Querstabilisator hob sich durch seine aufwendige Konstruktion vom größten Teil seiner Konkurrenten ab. Es gestattete ein gutes Fahrverhalten bei überdurchschnittlichem Federungskomfort. Die Zahnstangenlenkung beinhaltete zur Schwingungsdämpfung eine Hardyscheibe. Die Zweikreisbremse (TT-Aufteilung) beinhaltete Scheibenbremsen vorn, Trommelbremsen hinten, einen serienmäßigen Bremskraftverstärker sowie einen lastabhängigen Bremskraftbegrenzer für die Hinterräder.
Auch die passive Sicherheit hatte ein für diese Zeit und Fahrzeugklasse hohes Niveau, mit Seitenaufprallschutz in den Türen und gestaltfester Fahrgastzelle, wozu recht aufwändige Crash-Versuche notwendig waren. Die Ausstattung bereits der Basisausführung war mit H4-Scheinwerfern, Verbundglas-Frontscheibe, heizbarer Heckscheibe, Automatik-Sicherheitsgurten und Bremskraftverstärker recht reichhaltig und umfasste beim Spitzenmodell TS (ab 1980) auch elektrische Fensterheber, Zentralverriegelung und eine Wisch-Wasch-Anlage für die Heckscheibe.

### Technische Daten
| Modell                             | L                                                      | TL                                                     | GTL                                                    | TS                                                     |
| ---------------------------------- | ------------------------------------------------------ | ------------------------------------------------------ | ------------------------------------------------------ | ------------------------------------------------------ |
| Zeitraum                           | 1976–1980                                              | 1976–1983                                              | 1978–1982                                              | 1982–1983                                              |
| Motortyp                           | Reihenvierzylinder, Vergaser (TL, GTL: Doppelvergaser) | Reihenvierzylinder, Vergaser (TL, GTL: Doppelvergaser) | Reihenvierzylinder, Vergaser (TL, GTL: Doppelvergaser) | Reihenvierzylinder, Vergaser (TL, GTL: Doppelvergaser) |
| Motorcode (Française de Mécanique) | 129                                                    | 150D                                                   | 145                                                    | 150                                                    |
| Motorcode (Renault)                | X5G                                                    | X5J                                                    | X6G                                                    | X6J                                                    |
| Motorcode (PSA)                    | XZ5                                                    | XY7                                                    | XZ5X                                                   | XY6B                                                   |
| Bohrung × Hub                      | 75 mm × 69 mm                                          | 75 mm × 77 mm                                          | 75 mm × 69 mm                                          | 75 mm × 77 mm                                          |
| Hubraum                            | 1218 cm³                                               | 1360 cm³                                               | 1218 cm³                                               | 1360 cm³                                               |
| Leistung (PS/kW) bei 1/min         | 57 PS (43 kW) / 6000                                   | 60 PS (45 kW) / 5250                                   | 69 PS (52 kW) / 6000                                   | 70 PS (53 kW) / 6000                                   |
| Drehmoment (Nm) bei 1/min          | 92 Nm / 3000                                           | 105 Nm / 2500                                          | 96 Nm / 3000                                           | 106 Nm / 3000                                          |
| Antrieb                            | Frontantrieb                                           | Frontantrieb                                           | Frontantrieb                                           | Frontantrieb                                           |
| Getriebe                           | Manuell, 4-Gang                                        | Manuell, 4-Gang                                        | Manuell, 5-Gang                                        | Manuell, 5-Gang                                        |
| Gewicht                            | 865 kg                                                 | 890 kg                                                 | 880 kg                                                 | 890 kg                                                 |
| Höchstgeschwindigkeit              | 143 km/h                                               | 144 km/h                                               | 148 km/h                                               | 155 km/h                                               |
| Verbrauch (l/100 km)               | 8,2                                                    | 8,1                                                    | 7,2                                                    | 8,3                                                    |